# Liutauras Kazlavickas
Liutauras Kazlavickas (* 11. April 1981 in Vilnius) ist ein litauischer Politiker.

## Leben
2005 absolvierte er ein Studium der Kulturgeschichte an der Vilniaus universitetas. 
Von 2009 bis 2010 war er Gehilfe von Mantas Adomėnas und von Radvilė Morkūnaitė,
ab März 2010 Berater des Ministerpräsidenten Andrius Kubilius. Seit November 2012 ist er Mitglied im Seimas.
Er ist Mitglied von Tėvynės Sąjunga und ab 1997 von Jaunųjų konservatorių lyga.
Kazlavickas ist ledig.
Er spricht Englisch und Russisch.